# De Van Speyk Show, of: dan liever de lucht in
De Van Speyk Show, of: dan liever de lucht in was een Nederlands televisieprogramma van de KRO dat werd uitgezonden van 25 oktober 1974 tot en met 7 mei 1976. Op 24 mei 1976 werd nog een muzikale compilatie uitgezonden.  
Het geesteskind van het programma was Aad van den Heuvel. Volgens Van den Heuvel wilde men voor de naam van het programma een nationale held en bleven er uiteindelijk twee namen over: Jan van Schaffelaar en Jan van Speijk.Van Schaffelaar viel af omdat hij van een toren sprong waarbij voor Van Speijk werd gekozen omdat hij de lucht in ging omdat hij het lont van zijn kruitschip had aangestoken.  
Het was een maandelijks avondvullend totaalprogramma waarvan de eerste aflevering op 25 oktober 1974 werd uitgezonden van 20.20 uur tot  22.55 uur. Er werd aandacht besteed aan tal van onderwerpen zoals amusement, kunst, muziek, satire, sport en vele andere onderwerpen. Ook waren er reportages waaronder een fictieve van Willem Ruis over de Sinterklaasinkopen. Er waren portretten van tijdgenoten en in het "Grote ongenoegen" typetjes als "Haagsche heer", "Turkse gastarbeider" en "Grijze gehaktbal". 
Aan het programma werkten tal van medewerkers mee zoals Gerard Cox, Ton van Duinhoven, Dimitri Frenkel Frank, Henk Molenberg, Marijke Merckens, Ton Lensink, Fons Peters en Willem  Ruis.  
Ook waren er gasten zoals Martin van Amerongen, Julien Clerc, Peter Hofstede en Pierre Huyskens. Er waren ook muzikale optredens van onder meer Ike en Tina Turner, Emmylou Harris en Al Jarreau. 
Het streven was een samenhangend programma met een relativerend karakter te maken waarbij Van den Heuvel vooraf niet het succes kon inschatten. Het programma liep maar twee seizoenen, volgens Van den Heuvel ontstond er een gebrek aan mankracht en met name gebrek aan voldoende financiën om drie uur televisie in de maand te maken. De laatste aflevering werd uitgezonden op 7 mei 1976 van 19.05 tot 21.35 uur. Een jaar later begon Aad van den Heuvel met de De Alles is Anders Show die het acht jaar volhield.